# フリードリヒ1世 (神聖ローマ皇帝)

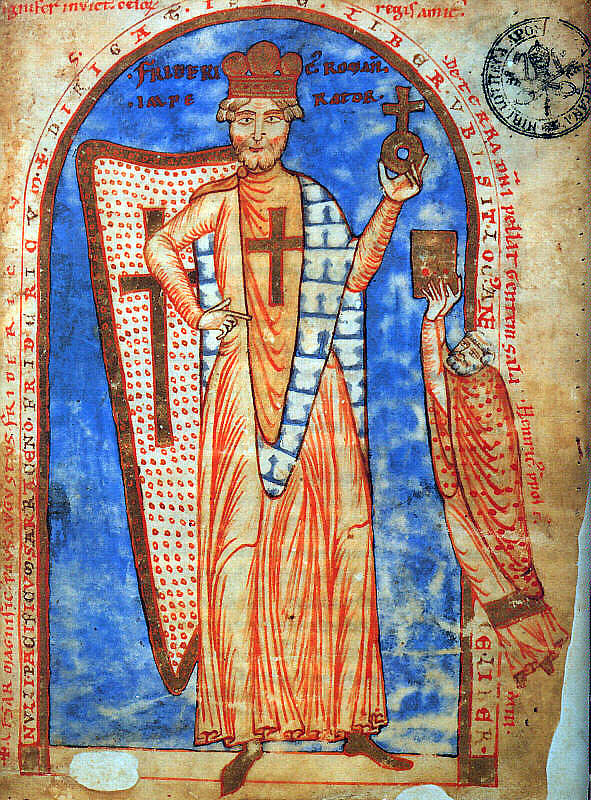
1188年に制作された写本中の細密画におけるフリードリヒ1世、バチカン図書館収蔵。

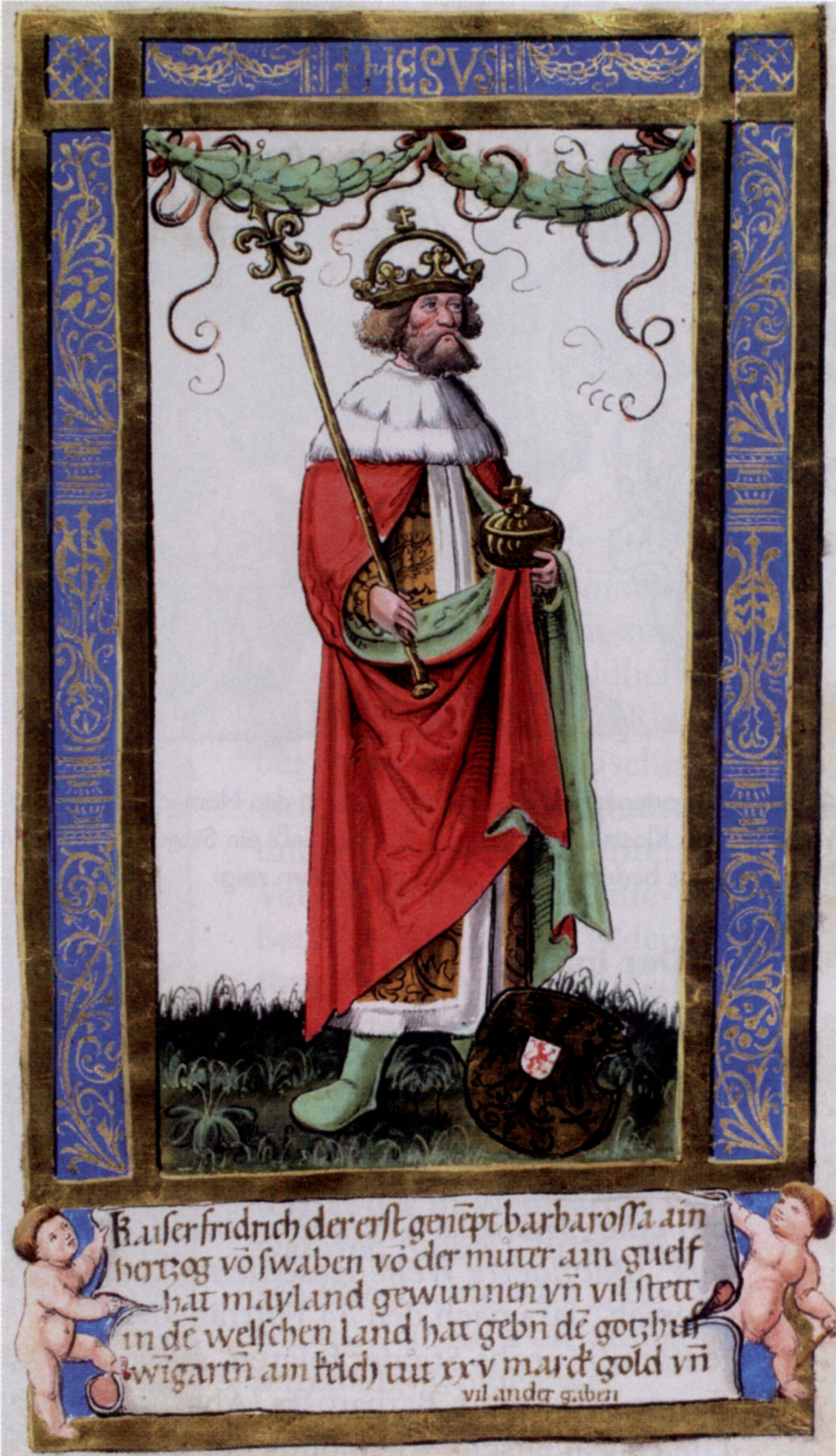
フリードリヒ1世

フリードリヒ1世（Friedrich I., 1122年 - 1190年6月10日）は、ホーエンシュタウフェン朝第2代ローマ王（ドイツ王、在位：1152年 - 1190年）、イタリア王フェデリーコ1世（戴冠：1155年4月24日）、また同王朝初代となる神聖ローマ皇帝（戴冠：1155年6月18日）。ブルグント国王としても正式に戴冠（1178年6月30日）。先代国王コンラート3世の甥でザーリアー朝の皇帝ハインリヒ4世の曾孫にもあたる。父はシュヴァーベン大公フリードリヒ2世（独眼公）、母はバイエルン公ハインリヒ9世の娘ユーディト。衰退しかかっていた帝権回復を目指して戦った勇猛な皇帝であり後世で英雄とされた。

## 生涯
1147年の父の死によりシュヴァーベン大公位を継承、1152年に叔父のコンラート3世に後継者に指名され、ローマ王に即位する。シュヴァーベンは従弟でコンラート3世の次男フリードリヒ4世に与えたが、1167年に彼が亡くなると息子のフリードリヒ5世に継承させた。
即位後は帝国の混乱を収拾するために、本国たるアルプス以北の諸侯に対しては特権を与えて協調をはかった。帝国の宿敵で従弟でもあるヴェルフ家のバイエルン公兼ザクセン公ハインリヒ獅子公には司教叙任権を授与し、さらに1156年にはバイエルン公位を与えるなどして和解し、これを収めることに成功した。また、1156年までバイエルン公であったバーベンベルク家のハインリヒ・ヤゾミルゴットに対しては、バイエルンからオストマルク（オーストリア辺境伯領）を切り離してオーストリア公領に昇格させ、これを与えることで、バーベンベルク家との融和も実現させた。1154年10月にイタリア遠征を行ない、翌1155年6月18日に聖ペテロ教会で教皇ハドリアヌス4世から戴冠される。
しかし、その後はイタリア政策に力を注ぎ、そのために政策をめぐって教皇と1157年から対立、以後フリードリヒ1世は5回にわたるイタリア遠征を行なうこととなり、本国の統治に力を注げなくなる。1159年に教皇ハドリアヌス4世は死去したが、その後継を巡って、反皇帝派が推すアレクサンデル3世と親皇帝派が推す対立教皇ウィクトル4世の両者が立ち、18年間にわたる教会分裂が起こった。このため1160年に教皇アレクサンデル3世から破門された。1162年には自身に敵対するミラノに侵攻して同地を破壊、ミラノは皇帝が任命したポデスタ（独裁官）により支配されることとなった。1168年から北イタリアの諸都市がフリードリヒ1世のイタリア政策に不満をもってロンバルディア同盟を結成すると、フリードリヒ1世はこれに危機感を覚えて1174年に再びイタリア遠征を実施するが、ハインリヒ獅子公からは援軍を拒否され、1176年にはレニャーノの戦いで大敗するという有様であった。同年10月にはアナーニで教皇と交渉し、アレクサンデル3世を正式な教皇として承認すること、マティルデの領土の返還などフリードリヒは譲歩を余儀なくされた。そして1177年のヴェネツィアの和約により都市同盟側と6年間の休戦が実現し、18年間にわたる教会分裂も終結した。その後、都市同盟側の内部対立もあり、1183年に、フリードリヒ1世は都市同盟と「コンスタンツの和約」を締結し、フリードリヒは都市同盟を承認する代わりに同盟側に皇帝の諸権利を認めさせ、イタリアでの問題に一応の決着をつけた。ちなみに愛称であるバルバロッサは赤髭を表すイタリア語であり、この皇帝がイタリアに注力した事を示すものである。
その後は国内政策に力を注ぎ、ローマ帝国内の諸邦だけではなくポーランド王国、ハンガリー王国およびボヘミア王国に対しても行われた皇帝権威の主張（ただし、帝国が後援していたヴワディスワフ2世が、ポーランド王国の主権維持を主張する兄弟達と有力貴族、グニェズノ大司教によって失脚させられたためポーランドの属国化は失敗に終わった）、オーストリアの公国化（1156年）、宿敵ハインリヒ獅子公の追放など、いずれも成功を収めている。また、シチリア王国と婚姻関係を結んで南イタリアに僅かに影響力を保持し、息子ハインリヒ6世のシチリア王位戴冠につなげている。なお、弟のライン宮中伯コンラート（1135年 - 1195年）の娘のアグネスはハインリヒ5世（バイエルン公ハインリヒ9世の曾孫）に嫁いでいる。
1189年、第3回十字軍の総司令として出征。翌年にイコニウムの戦いでルームセルジューク軍を打ち破るという大戦果を収めた。しかし翌年6月、小アジア南東部、キリキアのサレフ河にて溺れて崩御するという意外な最期を遂げた（これには諸説があり、フリードリヒ1世は卒中のために崩御したとも、暗殺されたともいわれる）。この意外な最期によって、多くの人はこの皇帝の崩御を信じられず、そのため後述するような伝説が生まれた。

## 子女
1147年、フォーブルク辺境伯ディーポルト3世の娘アーデルハイトと結婚したが、1153年に離婚した。子供はいない。
1156年、ブルゴーニュ女伯ベアトリス1世と再婚、12人の子をもうけた。
- ゾフィー（1161年 - 1187年） - モンフェッラート候グリエルモ6世と結婚。
- ベアトリクス（en）（1162年 - 1174年以降） - シャロン伯ギヨーム2世と結婚
- フリードリヒ5世（1164年 - 1170年） - シュヴァーベン大公（1167年 - 1170年）
- ハインリヒ6世（1165年 - 1197年） - 神聖ローマ皇帝、シチリア国王
- フリードリヒ6世（コンラート）（1167年 - 1191年） - シュヴァーベン大公（1170年 - 1191年）
- ギーゼラ（1168年 - 1184年）
- オットー（オトン1世、1170年 - 1200年） - ブルゴーニュ伯
- コンラート2世（1172年 - 1196年） - シュヴァーベン大公（1191年 - 1196年）
- レナート（1173年 - ?）
- ヴィルヘルム（1176年 - ?）
- フィリップ（1178年 - 1208年） - シュヴァーベン公（1196年 - 1208年）、ローマ王
- アグネス（1181年 - 1184年）

## 伝説
中世の民間信仰では、帝国が再び彼を必要とする時まで赤髭王は生き続けているとされている。トリフェルス城内で、キーフホイザーで、ウンタースベルクで、と諸説あるが、帝国が危機に陥ると、カラスがその上を飛び回って知らせ、彼は永い眠りから覚めて起ち上がり国にふたたび栄華と平和をもたらすのだと言われている。フリードリヒ・リュッケルトはこの伝説を詩「バルバロッサ」（Barbarossa）で表現した。グリム兄弟編『ドイツ伝説集』には、これと他のバルバロッサ伝説、計8篇（23, 28,296,297,445,494,558,573）が収録されている。

## その他
ナチス・ドイツによるソビエト連邦への侵攻作戦の名称であるバルバロッサ作戦は、彼のあだ名に由来する。

## 登場する作品
- バウドリーノ（英語版） - ウンベルト・エーコの小説
- バルバロッサ 帝国の野望 - 2009年のイタリア映画
- エイジ オブ エンパイアII - 1999年のマイクロソフト製リアルタイムストラテジーゲーム
- 蒼き狼と白き牝鹿シリーズ（光栄）